# Dionysia oreodoxa
Dionysia oreodoxa är en viveväxtart som beskrevs av Joseph Friedrich Nicolaus Bornmüller. Dionysia oreodoxa ingår i dionysosvivesläktet som ingår i familjen viveväxter. Inga underarter finns listade i Catalogue of Life.